# Nogent-sur-Seine
Nogent-sur-Seine är en kommun i departementet Aube i regionen Grand Est (tidigare regionen Champagne-Ardenne) i nordöstra Frankrike. Kommunen ligger  i kantonen Nogent-sur-Seine som ligger i arrondissementet Nogent-sur-Seine. År 2022 hade Nogent-sur-Seine 5 673 invånare.

## Befolkningsutveckling
Antalet invånare i kommunen Nogent-sur-Seine
Referens: INSEE

## Galleri

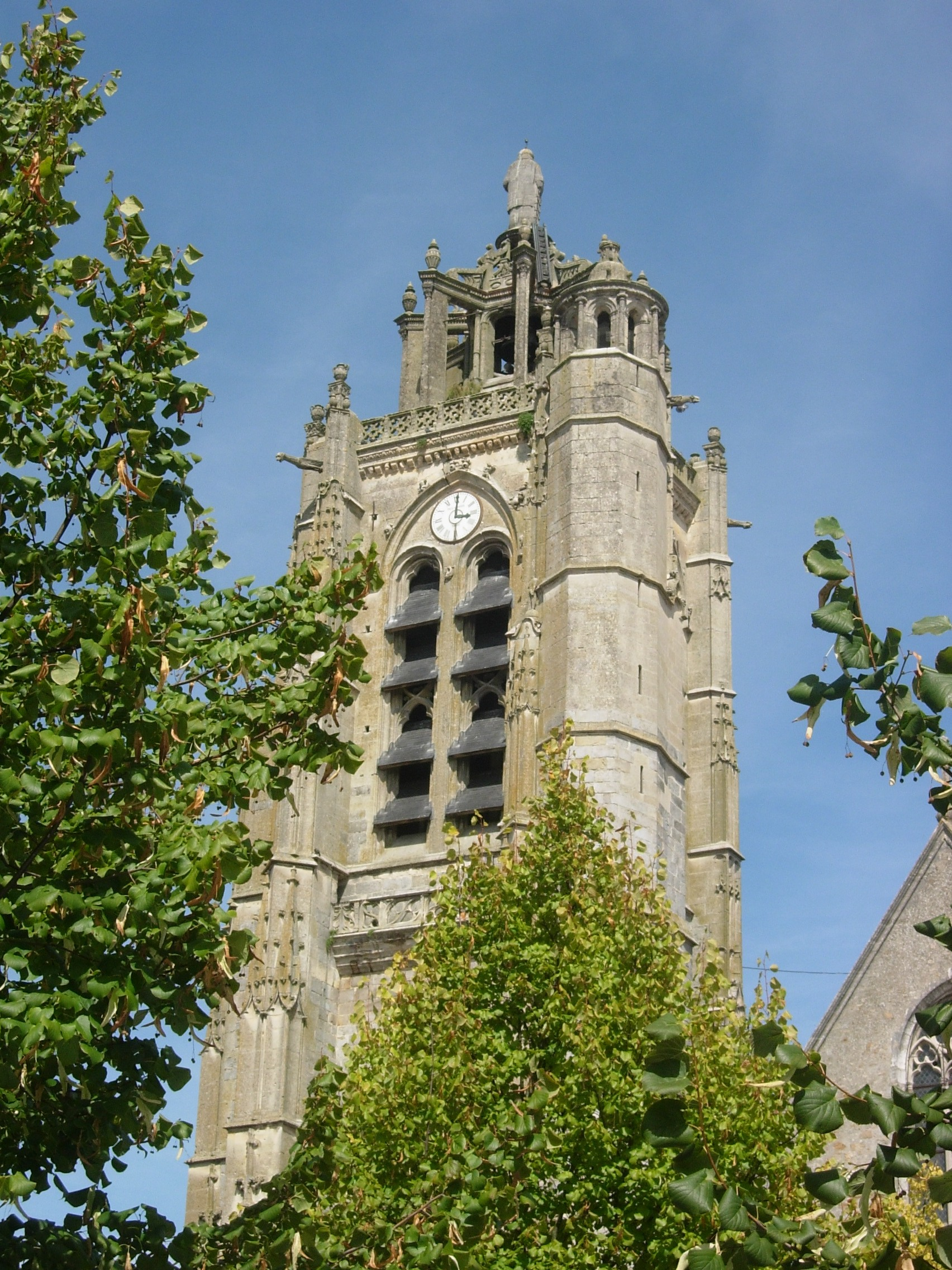
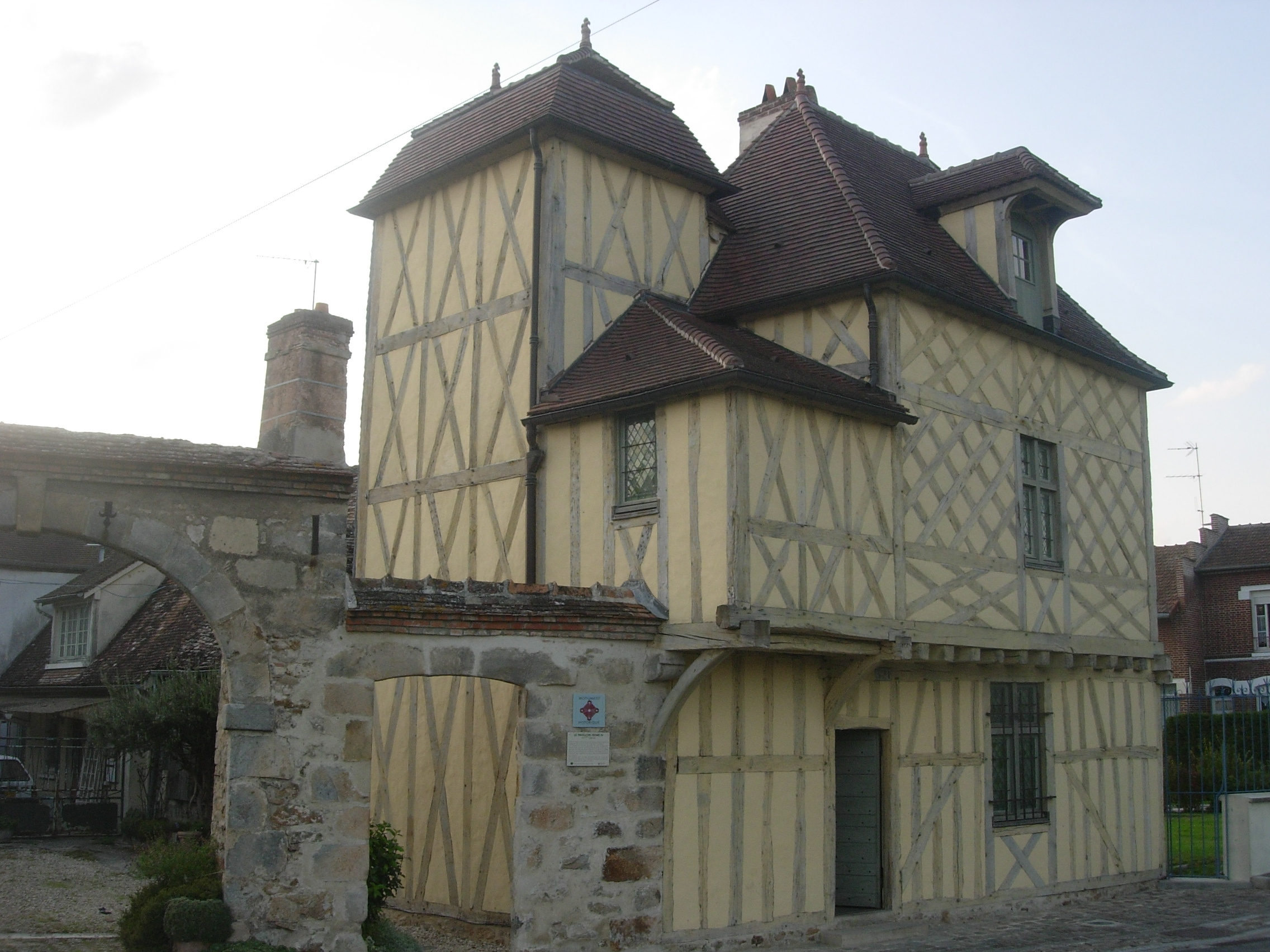